# Ryu Abel
Ryu Sun-young (en hangul, 류선영; nacida en Seúl el 15 de septiembre de 1988), conocida como Ryu Abel (류아벨) es una actriz surcoreana.

## Vida personal
Es la hermana mayor de la también actriz y modelo Ryu Hye-young.
Realizó sus estudios de secundaria en la escuela Sejong Daesung, donde se graduó en su Departamento de Teatro y Cine. En esa época fue elegida directora de asuntos culturales en el consejo estudiantil. Después entró en la Universidad Nacional de Artes de Corea, y allí se licenció en Artes en el Departamento de Actuación del Instituto de Teatro.

## Carrera
El proyecto inicial de Ryu Abel era componer música para películas, y pensando que para ello era importante tener una buena comprensión de cómo se hacen y cómo se actúa en ellas empezó a actuar ella misma. Conocida al principio con su propio nombre Ryu Seon-young, en 2018 adoptó el nombre artístico sin pensar en un significado particular, sino solo por el sonido.
Entró en el mundo de la actuación a través del teatro y los musicales, ya desde cuando estaba en la escuela secundaria, y después en sus años universitarios. Algunas de las obras en las que participó fueron invitadas a sucesivas ediciones del Festival de Teatro Fronterizo de Seúl.
Por lo que respecta al cine, y tras una fugaz aparición en The City of Violence (2006), debutó en 2008 con el papel de Mi-ok en la película 푸른 강은 흘러라 (Deja que fluya el río azul). Desde entonces ha aparecido en el reparto, y a veces como protagonista, en numerosos cortometrajes y largometrajes tanto independientes como comerciales. En 2015 hizo apariciones breves pero significativas en dos importantes películas comerciales, The Treacherous y Por encima de la ley, donde según publicó la prensa especializada «dejó una profunda impresión con su actuación estable a pesar de su papel secundario».
Al año siguiente protagonizó junto a Lee Sang-hee la película independiente Our Love Story, trabajo que, al menos hasta 2019, consideraba el más memorable de los que había hecho, y el que la marcó como actriz para el público, gracias también al éxito de audiencia que obtuvo. Una parte del mismo pudo deberse al tema que trata, una historia de amor entre dos mujeres afrontada de manera realista, que originó el apoyo de una sólida comunidad fandom identificada con aquella. Según comentario de un crítico, el filme «parece haber saciado en gran medida la antigua sed del público por los romances queer femeninos coreanos». La película fue galardonada con el Gran Premio en la sección de competencia coreana en el Festival Internacional de Cine de Jeonju. Por otra parte, del mismo 2016 data su aparición en el vídeo musical de un clásico de Kim Kwang-seok en una nueva versión cantada por Roy Kim, 너에게 (Para ti).
En 2017 protagonizó otra película independiente, Saem, estrenada el 29 de noviembre de aquel año aunque rodada tres años antes. En ella comparte cartel con su compañero de clase en el Instituto de Teatro Choi Jun-young, y también compañero era el director Hwang Gyu-il. Para Ryu supuso un desafío porque debía interpretar tres papeles diversos. El filme ganó el premio Union Investment Partners en el 18.º Festival Internacional de Cine de Jeonju.Dos años más tarde estrenó una película de reparto casi exclusivamente femenino, una relativa rareza en la cinematografía surcoreana. La obra es Una mujer francesa, y su papel es el de Hae-ran, que se reúne con dos antiguas compañeras de clase de actuación. Como en otras ocasiones de su carrera, aquí también Ryu desempeña un papel ambiguo, en este caso un personaje que va y viene entre el presente y el pasado. Volvía a demostrar así su gran versatilidad y su facilidad para entrar en roles muy diversos.
En 2021 protagonizó el filme de suspenso y terror Seire junto a Seo Hyun-woo. El título hace referencia al tabú tradicional coreano de aislar a la familia de un recién nacido durante veintiún días después del nacimiento para protegerlo de desgracias. Una vez más, Ryu tiene un papel doble, pues interpreta a las dos hermanas gemelas Se-yeong y Ye-yeong. La película ganó el Premio de la Federación Internacional de Críticos de Cine en el 26.º Festival Internacional de Cine de Busan.
En televisión, empezó a darse a conocer por el gran público gracias a series como Recuerdos de la Alhambra y Mi señor, ambas de 2018 para tvN. El rodaje de la primera se realizó en gran parte en España, en lo que la propia actriz califica de «experiencia única», entre otros motivos por haber visto el distinto modo de trabajar en un país y otro: por ejemplo, le sorprendió la estricta regulación de los tiempos en el rodaje español frente a la mayor flexibilidad que hay en su país. En la segunda de estas series su papel fue el de Jung Chae-ryung, subdirectora de apoyo administrativo del estudio de ingeniería donde se desarrolla la trama; es una persona que acosa a la empleada temporal Lee Ji-an (IU), coprotagonista de la serie. Allí tuvo como compañero de reparto al actor que, según la propia Ryu, le ha dejado una impresión más profunda: el otro coprotagonista, Lee Sun-kyun.
En los años sucesivos hasta 2023 siguió apareciendo con regularidad en el reparto secundario de algunas series; los papeles de más desarrollo fueron los que tuvo en Be Melodramatic, El amor es la meta y, en un solo episodio de las dos series, SF8 y Un buen día para ser un perro. En 2024 tuvo también un papel secundario en Una familia atípica, como la hermana de la protagonista Da-hae (Chun Woo-hee).

## Filmografía

### Cine
| Año   | Título                 | Hangul                  | Papel                           | Notas                    | Ref.                |
| ----- | ---------------------- | ----------------------- | ------------------------------- | ------------------------ | ------------------- |
| 2006  | The City of Violence   | 짝패                    | Adolescente de viaje al campo   | Figurante                | [ 1 ] [ 5 ]         |
| 2008  | Que fluya el río Azul  | 푸른 강은 흘러라        | Mi-ok                           |                          | [ 5 ]               |
| 2010  | Una noche de pie       | 원 나잇 스탠드          | Mujer en el café                | Filme colectivo, parte 2 | [ 19 ]              |
| 2010  | Haunters               | 초능력자                | Vecina 2                        |                          | [ 20 ]              |
| 2011  | Lo siento, gracias     | 미안해, 고마워          |                                 | Filme colectivo          |                     |
| 2013  | Nunca mueras, mariposa | 네버다이 버터플라이     | Amiga de Se-jin                 |                          |                     |
| 2014  | How to Steal a Dog     | 개를 훔치는 완벽한 방법 | Hermana mayor del escúter       |                          | [ 19 ]              |
| 2015  | The Treacherous        | 간신                    | Esposa del jefe de Sungkyunkwan |                          | [ 2 ]               |
| 2015  | Made in China          | 메이드 인 차이나        | Investigadora                   |                          |                     |
| 2015  | Por encima de la ley   | 베테랑                  | Empleada de la agencia          |                          | [ 20 ]              |
| 2016  | Our Love Story         | 연애담                  | Ji-soo                          | Protagonista             | [ 6 ] [ 21 ] [ 22 ] |
| 2016  | A Taxi Driver          | 택시 운전사             | Empleada en la cafetería        |                          | [ 20 ]              |
| 2017  | Saem                   | 샘                      | Doo-sang/«Ella»                 | Protagonista             | [ 5 ] [ 23 ]        |
| 2018  | Por qué bebo café      | 내가 커피를 타는 이유   | Subdirectora Lee Soo-ah         | Cortometraje             | [ 24 ]              |
| 2018  | Bone                   | 뼈                      | Dong-hee                        | Cortometraje             | [ 25 ]              |
| 2019  | Una mujer francesa     | 프랑스여자              | Jang Hae-ran/Ji Hyun-ah         |                          | [ 26 ]              |
| 2020  | Young Adult Matters    | 어른들은 몰라요         | Consejera                       |                          | [ 27 ]              |
| 2021  | Seire                  | 세이레)                 | Se-yeong/Ye-yeong               | Protagonista             | [ 14 ]              |
| 2022  | Dream Palace           | 드림팰리스              |                                 |                          |                     |
| 2022  | Cuanto más, más        | 더더더                  |                                 | Cortometraje             | [ 28 ]              |
| Prog. | Mungyeong              | 문경                    | Moon-kyung                      | Aparición especial       | [ 29 ]              |

### Series de televisión
| Año  | Título                                       | Papel           | Canal     | Notas                        | Ref.                |
| ---- | -------------------------------------------- | --------------- | --------- | ---------------------------- | ------------------- |
| 2011 | El gran regalo                               | Yu-mi           | SBS       | Drama especial en dos partes |                     |
| 2012 | Monstruo                                     | Estudiante      | JTBC      | Drama especial de 90 minutos |                     |
| 2012 | El gran vidente                              | Gisaeng         | SBS       |                              |                     |
| 2017 | La razón por la que no podemos dormir        | Seo Ji-woo      | KBS2      | Drama Special                |                     |
| 2018 | Mi señor                                     | Jung Chae-ryung | tvN       |                              | [ 6 ] [ 30 ] [ 31 ] |
| 2018 | Recuerdos de la Alhambra                     | Lee Soo-kyung   | tvN       |                              | [ 6 ]               |
| 2019 | Amantes a las 15:00 horas de lunes a viernes | Noh Min-young   | Channel A |                              | [ 32 ] [ 33 ]       |
| 2019 | Be Melodramatic                              | Kim Ah-rang     | JTBC      |                              | [ 34 ] [ 35 ]       |
| 2020 | SF8                                          | Abogada         | MBC       | Episodio n.º 8, Empty Body   |                     |
| 2020 | El amor es la meta                           | Ki Eun-bi       | JTBC      |                              | [ 36 ] [ 37 ]       |
| 2023 | Bo-ra! Deborah                               | Eun-ju          | ENA       | Aparición especial, ep. 11   | [ 38 ] [ 39 ]       |
| 2023 | Un buen día para ser un perro                | Han Yoo-na      | MBC       | Un episodio                  | [ 17 ]              |
| 2024 | Una familia atípica                          | Grace Kang      | JTBC      |                              | [ 40 ] [ 41 ]       |

## Teatro
| Año  | Título              | Hangul          | Notas                                                                              | Ref.          |
| ---- | ------------------- | --------------- | ---------------------------------------------------------------------------------- | ------------- |
| 2013 | Café sin terminar   | 까페 미완성     | 8-10 de julio, Teatro Almacén Samil-ro, 15.º Festival de Teatro Fronterizo de Seúl | [ 42 ]        |
| 2015 | Por lo tanto, porno | 그러므로 포르노 | Compañía de Teatro Shinsegae, 28-V al 7-VI, Laboratorio de Teatro Hyehwa-dong      | [ 43 ] [ 44 ] |
| 2016 | Buscando trabajo    | 구직            | 4 y 5 de febrero, Mullae Art Factory M30 Studio                                    | [ 45 ]        |
| 2016 | Por lo tanto, porno | 그러므로 포르노 | Compañía de Teatro Shinsegae,16 al 19 de junio, Yeonwoo Small Theatre en Daehakro  | [ 46 ]        |

## Premios y nominaciones
| Año  | Premios                         | Categoría    | Papel          | Resultado | Ref.   |
| ---- | ------------------------------- | ------------ | -------------- | --------- | ------ |
| 2012 | Festival de Cine de Pierson     | Mejor actriz |                | Ganadora  | [ 8 ]  |
| 2017 | 4.os Premios de Cine Wildflower | Mejor actriz | Our Love Story | Nominada  | [ 47 ] |